# Andromache
Andromache Dimitropoulou (en griego: Ανδρομάχη Δημητροπούλου, AFI: [anðroˈmaçi ðimitroˈpulu]; Siegen, 12 de octubre de 1994), conocida simplemente como Andromache o Andromachi, es una cantante griega.

## Vida y carrera

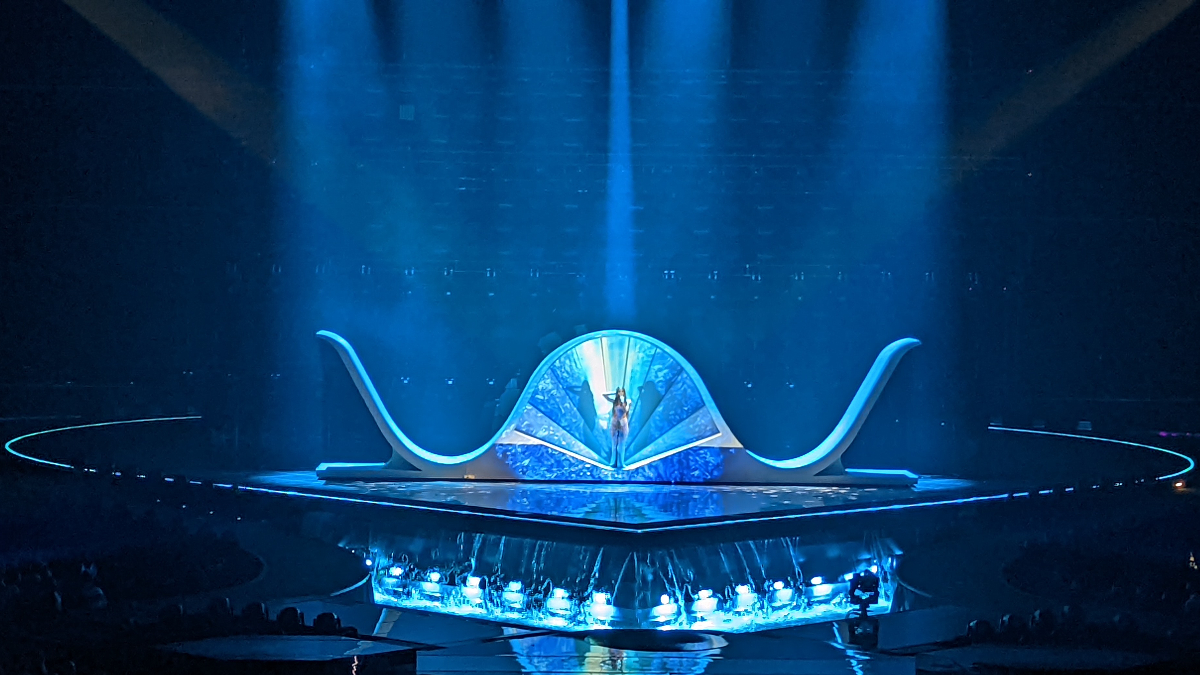
La cantante presentándose en la semifinal de Eurovisión 2022.

Nacida y criada en Alemania de padres griegos (originarios de Pirgos), Andromache se trasladó a Grecia, concretamente a Lechaina, cuando tenía 10 años y, posteriormente, se instaló en Atenas por sus estudios universitarios en filología germánica.
Después de estudiar filología germánica en Atenas, Andromache comenzó a cantar en escenas musicales en Lechaina (Élide) y Gazi, Atenas. En 2015, participó en la segunda temporada de La Voz de Grecia, donde fue eliminada en la segunda de las galas en directo.
En 2017, lanzó su primer sencillo, titulado "To Feggari" (Το φεγγάρι; "La Luna"), compuesta por Giorgos Papadopoulos. En marzo de 2022, se anunció que representará a Chipre en el Festival de la Canción de Eurovisión 2022 con la canción "Ela".

## Discografía

### Sencillos
- "To Feggari" (2017)
- "Den Mporo" (2018)
- "Den se Dialeksa" (2018)
- "Na'soun Psema" (2019)
- "Sagapo" (2020)
- "Thalassaki" (2020)
- "Vasano Mou" (2021)
- "Ela" (2022)